# The Cove Palisades State Park

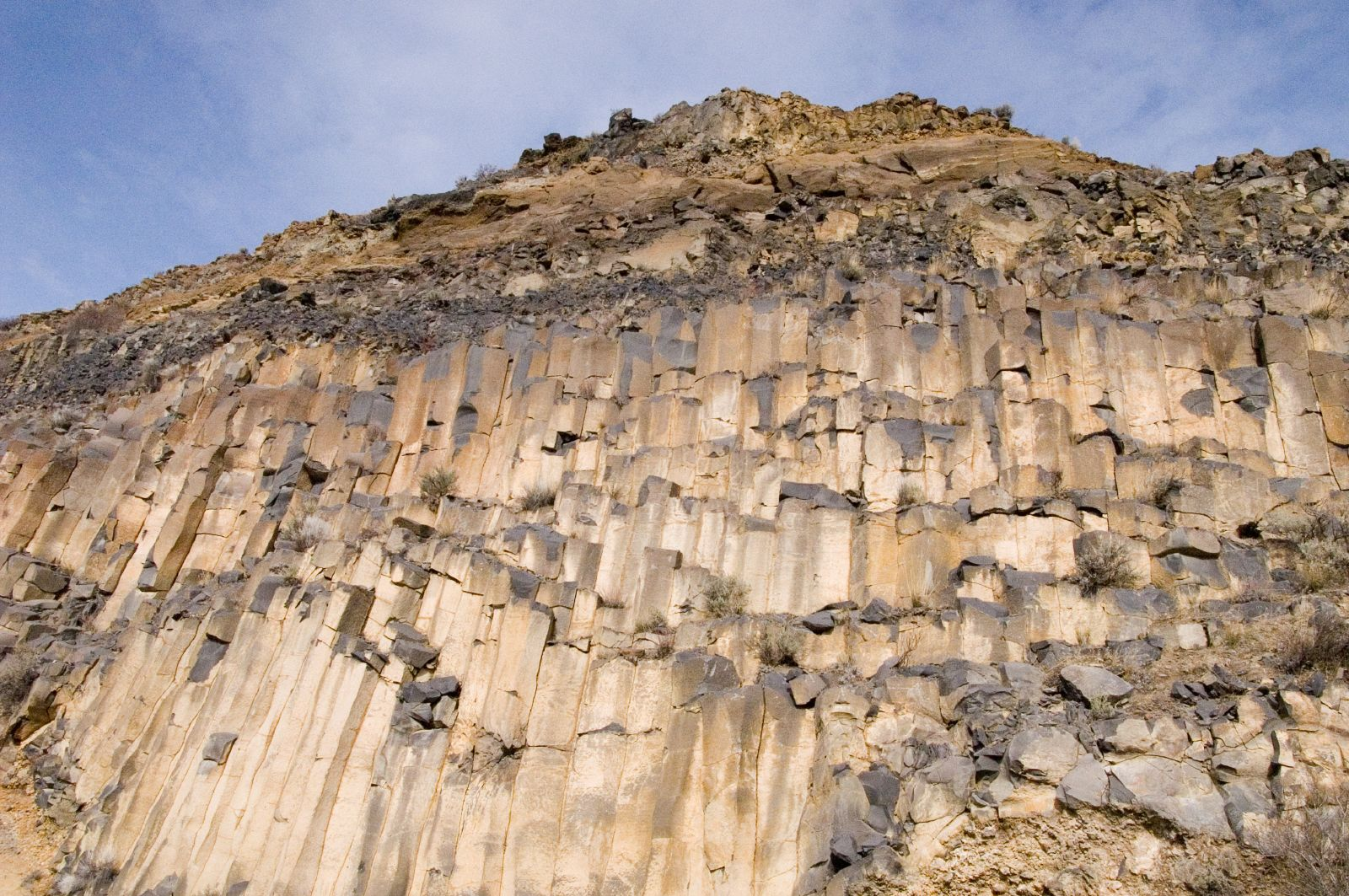
Palisadenartige Basaltsäulen

Der The Cove Palisades State Park liegt in der High Desert im Jefferson County im US-Bundesstaat Oregon. Der 1781 ha große State Park liegt 24 km südwestlich von Madras an den Ufern des Stausees Lake Billy Chinook.

## Geographie
Die drei Flüsse Deschutes River, Metolius River und Crooked River werden durch den Round-Butte-Staudamm zum Lake Billy Chinook aufgestaut. Der dreiarmige Stausee füllt einen von steilen Basaltsäulen umgebenen Canyon aus, hat eine Größe von über 16 km², fast 116 km Uferlänge und ist bis zu 120 m tief. Der State Park erstreckt sich entlang der Ufer des Deschutes und des Crooked-Riverarms des Stausees.
Geologen vermuten, dass vor 10–12 Millionen Jahren die damaligen Flüsse aufgrund von Lavaströmen durch Vulkanausbrüche in der Kaskadenkette in Nord-Süd-Richtung umgeleitet wurden. Diese Flüsse führten zahlreiche Sedimente aus Asche, Schlacke und Lava mit, die sich in einem großen Becken in diesem Gebiet ablagerten. Vor drei Millionen Jahren wurde diese The Deschutes Formation genannte Senke von Lava bedeckt, die von weiteren Vulkanen der Kaskadenkette floss. Diese Abdeckung, bekannt als Bimrock Basalt, ist heute im Park an der Spitze der Klippen leicht erkennbar. Erosion durch Wasser und vulkanische Aktivitäten haben die heute sichtbaren Canyons und senkrechten Klippen geformt. 

## Flora und Fauna
Der Park liegt in der High Desert, deren Vegetation unter anderem aus Wacholder und Wüstenbeifuß besteht. Einige Gold- und Weißkopfseeadler leben ganzjährig im Gebiet des Stausees, zwischen Januar und März ist das Gebiet Winterquartier für zahlreiche Weißkopfseeadler. Im Parkgebiet kommen auch Klapperschlangen vor. 
Die schmale Halbinsel The Island zwischen dem Deschutes und Crooked River ist ein ursprünglich erhaltenes Gebiet der High Desert. Auf dem 80 ha großen Plateau nisten Adler und andere Greifvögel. Das Gebiet wurde 1986 zum Research Natural Area erklärt und ist seit 1997 für Besucher gesperrt. 
Im Stausee und in den Flüssen leben zahlreiche Fischarten wie Rotlachs, Forellenbarsch, Schwarzbarsch und mehrere Forellenarten, vor allem Stierforellen.

## Geschichte
1878 nannte Clark Green Rogers, einer der ersten Siedler in der Region, eine Badestelle im Crooked River „The Cove“. 1940 erwarb der Staat das Gelände und gründete dort den State Park The Cove mit einem Zeltplatz. Bis 1977 wurde das Gelände des Parks durch weitere Schenkungen und Ankäufe vergrößert, deshalb erhielt der Park den Namenszusatz Palisades nach den palisadenähnlichen Basaltsäulen des Canyons. Das ursprüngliche Gelände des Parks wurde durch den Bau des Staudamms überflutet, so dass die heutigen Gebiete des Parks auf dem Plateau über dem Canyon liegen. Der Stausee wurde nach dem Wasco-Indianer Billy Chinook benannt, der 1843 dem Entdecker und US-Offizier John C. Frémont als Scout diente. 
Nahe dem Gruppenzeltplatz liegt der Ship Rock, ein massiver Basaltfelsblock, in dem prähistorische Felszeichnungen mit mysteriösen Symbolen eingeritzt sind. Der Felsen lag ursprünglich im Canyon und wurde bei der Anlage des Stausees an seinen heutigen Standort versetzt. 

## Touristische Anlagen
Der Besuch des Parks ist gebührenpflichtig. Auf einer Klippe über dem Deschutes River und dem Crooked River liegen zwei Campingplätze mit drei Ferienhäusern, drei Gruppenzeltplätzen und über 250 Stellplätzen. Für Tagesbesucher gibt es drei Freizeit- und Erholungsbereiche, einen am Arm des Crooked River und zwei am Deschutes River. Jeder verfügt über eine Bootsrampe, Anlegeplatz, Sandstrand, Picknickbereich und sanitäre Anlagen. Am Stausee befindet sich eine Marina mit Bootsanlegeplätzen, Restaurant und Campingladen. Der See wird für zahlreiche Wassersportarten wie Segeln, Wasserski oder Kajak fahren genutzt. Im Crooked und im Deschutes River darf ganzjährig geangelt werden. 
Durch den Park führen mehrere Wander- und Spazierwege. Vom Upper Deschutes Day-Use-Area startet der Tam-a-lau Trail, ein elf Kilometer langer Rundweg, der vom Canyon über das Plateau führt. Tam-a-lau ist ein Begriff aus der Sprache der Native Americans und heißt übersetzt „Ort der großen Steine“.
Der Park wird jährlich von etwa 80.000 Campern und einer halben Million Tagesbesuchern besucht und gehört damit zu den populärsten Erholungsgebieten in Oregon.
Neben dem Wassersport dient der Stausee vor allem zur Stromerzeugung. Nördlich des Metolius-Arms des Sees liegt die Warm Springs-Reservation, deren Gebiet ohne Genehmigung nicht betreten werden darf.